# Ma'luf
Il ma'luf (in arabo مألوف‎?) costituisce un genere di musica arabo-andalusa derivato dalla tradizione di Siviglia ai tempi di al-Andalus, introdotta nel Maghreb dai rifugiati musulmani andalusi ed ebrei sefarditi dopo la Reconquista. Il nome significa letteralmente "consuetudinario" o "familiare".
Il genere è tradizionalmente diffuso soprattutto nelle città dell'Algeria orientale, principalmente a Costantina (oltre che ad Annaba, Collo, Biskra, Guelma, Mila e Souk Ahras), della Tunisia e a Tripoli.
Un importante distinzione sussiste, soprattutto a Tripoli, tra il ma'luf az-zāwiya (chiamato talvolta anche ma'luf at-taqlīdī), esercitato negli incontri delle confraternite islamiche nelle zāwiya, ed il ma'luf al-idhā'a, che consiste in un repertorio secolare che viene esercitato in eventi come i matrimoni e i battesimi.